# Reiziger zonder bagage
Reiziger zonder bagage is een hoorspel in twee delen naar het toneelstuk Le voyageur sans bagage (1937) van Jean Anouilh. Het werd op 29 juni 1980 onder de titel Traveller Without Luggage door de BBC uitgezonden, in de bewerking van John Whiting. De AVRO zond het uit vanaf 26 oktober 1982. Voor de vertaling zorgde Tom van Beek. De regisseur was Hero Muller.

## Delen
- Deel 1 (duur: 59 minuten)
- Deel 2 (duur: 53 minuten)

## Rolbezetting
- Jules Royaards (Gaston)
- Henny Orri (mevrouw Renaud)
- Hein Boele (George Renaud)
- Marijke Merckens (Valentine Renaud)
- Enny van Alff-de Leeuwe (hertogin Dupont-Dufort)
- Brûni Heinke (Juliette, een kamermeisje)
- Rudolf Damsté (meester Huspar, een advocaat)
- Frans Somers (een butler & Mr. Job Pickwick)
- Donald de Marcas (een huisknecht)
- Brûni Heinke (kamermeisje Juliette)
- Olaf Wijnants (de jongen Madison)

## Inhoud
Op het einde van de Eerste Wereldoorlog wordt Gaston gevonden in een rangeerstation. Hij kan zich niets meer herinneren en wordt in een psychiatrisch ziekenhuis geplaatst, waar de directeur, Dr. Bonfant, hem gebruikt als tuinman en ook als manusje-van-alles. Als deze directeur met pensioen gaat, is zijn opvolger Dr. Albert Jiberlin. Die volgt zijn zieken nauwlettender en hij poogt te allen prijze hun geheugen te stimuleren. Zijn tante, de hertogin Dupont-Dufort, organiseert zelfs ontmoetingen met de families die de aan geheugenverlies lijdende patiënten menen te herkennen. De familie Renaud maakt daar deel van uit, maar als Gaston, die inderdaad "Jacques" zou zijn, het weinig vleiende portret hoort dat ze van hem maken (een gewelddadig kind, later een rokkenjager zonder respect voor zijn moeder, zijn broer en zijn schoonzuster enz.), verkiest hij te zeggen dat hij niets gemeen heeft met de Renauds, zelfs al slaat de vermelding van een klein litteken onder het schouderblad hem met verstomming. Kunnen we "onze familie", "ons verleden" kiezen? Kunnen we schoon schip maken met de hinderlijke gebeurtenissen uit ons vroegere leven en herbeginnen op een nieuwe basis als, ten gevolge van God weet wat, onze persoonlijkheid is veranderd?

## Toneelversie en televisiespel

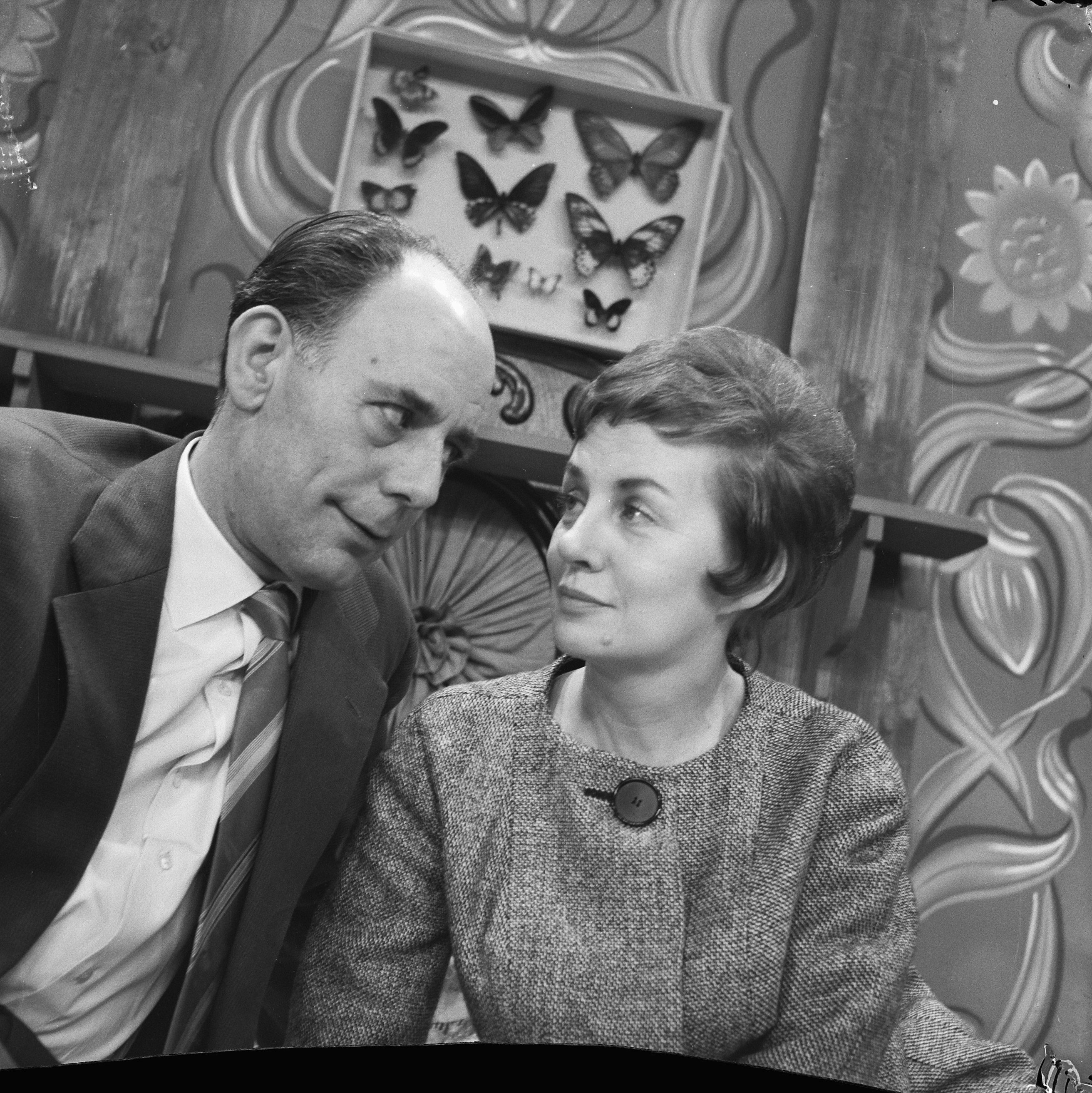
Tv-versie van Reiziger zonder bagage uit 1962, met Han Bentz van den Berg en Andrea Domburg

Het oorspronkelijke toneelstuk Le Voyageur sans bagage van Anouilh dateert uit 1937. In Nederland en België werd het stuk diverse malen opgevoerd: in 1938 in het Frans in de Koninklijke Schouwburg in Den Haag en in de decennia erna diverse malen in Nederlandse vertaling, onder meer in 1947 onder directie van Cruys Voorbergh. In 1961 bracht de AVRO een voor televisie bewerkte versie op het scherm, met onder meer Loudi Nijhoff en Han Bentz van den Berg.